# Yevgeny Sadovyi
Yevgeny Viktorovich Sadovyi (Volgogrado, 19 de janeiro de 1973) é um nadador russo, ganhador de três medalhas de ouro em Jogos Olímpicos.
Em 1991, competindo pela União Soviética, ganhou duas medalhas de ouro no Campeonato Europeu de Atenas, nos 400 metros livres e no revezamento 4x200 metros livres.
Nos Jogos Olímpicos de Barcelona em 1992, aos 19 anos de idade, Sadovyi revelou-se como o mais forte nadador dos Jogos Olímpicos, ganhando três ouros e batendo dois recordes mundiais nos 400m livres e nos 4x200m livres pela Equipe Unificada. Ficou a 0,01 segundo de bater o recorde mundial dos 200 metros livres, mas venceu Kieren Perkins nos 400 m, batendo o recorde mundial do australiano.
Em 1993, competindo pela Rússia, Sadovyi foi segundo nos 200 metros livres no Campeonato Europeu, em Sheffield, e ganhou mais dois ouros nos revezamentos livres. Ele se aposentou em setembro de 1996.
Ele foi recordista mundial dos 400 metros livres entre 1992 e 1994.
Foi eleito Nadador do Ano pela revista Swimming World Magazine em 1992.